# Puchar EHF piłkarzy ręcznych 2015/2016 – faza pucharowa

## Faza pucharowa
W fazie pucharowej – ćwierćfinałach – uczestniczyło 6 drużyn. Z fazy grupowej bezpośrednio do Turnieju Finałowego awansowało HBC Nantes (jednocześnie gospodarz turnieju), pozostałych uczestników wyłoniły mecze:
| Drużyna 1                            | Wynik dwumeczu | Drużyna 2                | Pierwszy mecz | Drugi mecz |
| ------------------------------------ | -------------- | ------------------------ | ------------- | ---------- |
| BM Granollers                        | 56:56          | Bjerringbro-Silkeborg    | 30:24         | 26:32      |
| Saint-Raphaël Var Handball           | 52:54          | Chambéry Savoie Handball | 30:25         | 22:29      |
| Frisch Auf! Göppingen                | 58:54          | SC Magdeburg             | 31:25         | 27:29      |
| Po lewej gospodarz pierwszego meczu. |                |                          |               |            |

W pierwszym dwumeczu wystąpił rzadki przypadek remisu. Zgodnie  z zasadami EHF w taki przypadku zwycięzcą zostaje zespół, który strzeli więcej bramek na wyjeździe i zespołem tym był BM Granolers.
| 23 kwietnia 2016 | Frisch Auf! Göppingen              | 31:25   | SC Magdeburg               |                                                                           |
| 19:30            | Adrian Pfahl 5 · Marcel Schiller 5 | (13:11) | 6 Michael Damgaard Nielsen | EWS Arena, Göppingen Widzów: 4200 Sędzia: Per Olesen Claus Gramm Pedersen |
| 19:30            | 4× · 4×                            | (13:11) | 5× · 4×                    | EWS Arena, Göppingen Widzów: 4200 Sędzia: Per Olesen Claus Gramm Pedersen |

| 24 kwietnia 2016 | BM Granollers          | 30:24   | Bjerringbro-Silkeborg                   |                                                                                          |
| 17:30            | Arnau Garcia Barcelo 7 | (12:11) | 5 Nikolaj Markussen · 5 Sebastian Skube | Palau D'Esports, Granollers Widzów: 2400 Sędzia: Charlotte Bonaventura Julie Bonaventura |
| 17:30            | 2× · 2×                | (12:11) | 3× · 4×                                 | Palau D'Esports, Granollers Widzów: 2400 Sędzia: Charlotte Bonaventura Julie Bonaventura |

| 24 kwietnia 2016 | Saint-Raphaël Var Handball | 30:25   | Chambéry Savoie Handball                        |                                                                                                |
| 18:00            | Adrien Nipanda 9           | (11:12) | 5 Joao Francisco da Silva · 5 Melvyn Richardson | Palais des Sports JF Krakowski, Saint-Raphaël Widzów: 1500 Sędzia: Fabian Baumgart Sascha Wild |
| 18:00            | 6× · 3×                    | (11:12) | 5× · 3×                                         | Palais des Sports JF Krakowski, Saint-Raphaël Widzów: 1500 Sędzia: Fabian Baumgart Sascha Wild |

| 27 kwietnia 2016 | SC Magdeburg    | 29:27   | Frisch Auf! Göppingen |                                                                                            |
| 19:00            | Robert Weber 10 | (17:13) | 6 Marcel Schiller     | GETEC Arena, Magdeburg Widzów: 4765 Sędzia: Andreu Marín Lorente Ignacio García Serradilla |
| 19:00            | 4× · 4×         | (17:13) | 4× · 2× · 1×          | GETEC Arena, Magdeburg Widzów: 4765 Sędzia: Andreu Marín Lorente Ignacio García Serradilla |

| 30 kwietnia 2016 | Chambéry Savoie Handball | 29:22   | Saint-Raphaël Var Handball |                                                                            |
| 20:30            | Edin Basic 6             | (13:13) | 6 Raphael Caucheteux       | Le Phare, Chambéry Widzów: 3800 Sędzia: Aleksandar Pandžić Ivan Mošorinski |
| 20:30            | 2× · 3×                  | (13:13) | 7× · 4× · 1×               | Le Phare, Chambéry Widzów: 3800 Sędzia: Aleksandar Pandžić Ivan Mošorinski |

| 30 kwietnia 2016 | Bjerringbro-Silkeborg  | 32:26   | BM Granollers      |                                                                                    |
| 20:30            | Nikolaj Oris Nielsen 8 | (18:15) | 6 Ferran Sole Sala | Silkeborg-Hallerne, Silkeborg Widzów: 1876 Sędzia: Amar Konjicanin Dino Konjicanin |
| 20:30            | 5× · 3×                | (18:15) | 5× · 3× · 1×       | Silkeborg-Hallerne, Silkeborg Widzów: 1876 Sędzia: Amar Konjicanin Dino Konjicanin |

## Turniej Finałowy
Losowanie turnieju finałowego odbyło się 3 maja 2016. Mecze półfinałowe zostały rozegrane w innym układzie czasowym, niż zostały rozlosowane pary półfinałowe.
|  |                          |                          |            |                   |    |                       |                       |       |
|  | Półfinały                | Półfinały                | Półfinały  |                   |    | Finał                 | Finał                 | Finał |
|  | Półfinały                | Półfinały                | Półfinały  |                   |    | Finał                 | Finał                 | Finał |
|  | 14 maja                  |                          |            |                   |    |                       |                       |       |
|  |                          |                          |            |                   |    |                       |                       |       |
|  | Chambéry Savoie Handball | Chambéry Savoie Handball | 25         |                   |    |                       |                       |       |
|  | Chambéry Savoie Handball | Chambéry Savoie Handball | 25         | 15 maja           |    |                       |                       |       |
|  | Frisch Auf! Göppingen    | Frisch Auf! Göppingen    | 28         |                   |    |                       |                       |       |
|  | Frisch Auf! Göppingen    | Frisch Auf! Göppingen    | 28         |                   |    | Frisch Auf! Göppingen | Frisch Auf! Göppingen | 32    |
|  | 14 maja                  |                          |            |                   |    | Frisch Auf! Göppingen | Frisch Auf! Göppingen | 32    |
|  |                          |                          | HBC Nantes | HBC Nantes        | 26 |                       |                       |       |
|  | BM Granollers            | BM Granollers            | HBC Nantes | HBC Nantes        | 26 | 26                    |                       |       |
|  | BM Granollers            | BM Granollers            |            |                   |    |                       |                       |       |
|  | HBC Nantes               | HBC Nantes               | 27         |                   |    |                       |                       |       |
|  | HBC Nantes               | HBC Nantes               | 27         | Mecz o 3. miejsce |    |                       |                       |       |
|  |                          |                          |            |                   |    |                       |                       |       |
|  | 15 maja                  |                          |            |                   |    |                       |                       |       |
|  |                          |                          |            |                   |    |                       |                       |       |
|  | Chambéry Savoie Handball | Chambéry Savoie Handball | 21         |                   |    |                       |                       |       |
|  | Chambéry Savoie Handball | Chambéry Savoie Handball | 21         |                   |    |                       |                       |       |
|  | BM Granollers            | BM Granollers            | 25         |                   |    |                       |                       |       |
|  | BM Granollers            | BM Granollers            | 25         |                   |    |                       |                       |       |

| 14 maja 2016 | BM Granollers         | 26:27   | HBC Nantes            |                                                                                                   |
| 14:45        | David Resina Forns 10 | (12:12) | 8 Valero Rivera Folch | Salle Sportive Métropolitaine de Rezé, Nantes Widzów: 4100 Sędzia: Dalibor Jurinović Marko Mrvica |
| 14:45        | 4× · 3×               | (12:12) | 3× · 2×               | Salle Sportive Métropolitaine de Rezé, Nantes Widzów: 4100 Sędzia: Dalibor Jurinović Marko Mrvica |

| 14 maja 2016 | Chambéry Savoie Handball | 25:28  | Frisch Auf! Göppingen | |
| 17:30        | Timothey N'Guessan 6     | (14:9) | 9 Marcel Schiller     | Salle Sportive Métropolitaine de Rezé, Nantes Widzów: 4000 Sędzia: Vaidas Mažeika Mindaugas Gatelis |
| 17:30        | 1× · 3×                  | (14:9) | 4× · 3×               | Salle Sportive Métropolitaine de Rezé, Nantes Widzów: 4000 Sędzia: Vaidas Mažeika Mindaugas Gatelis |

| 15 maja 2016 | Chambéry Savoie Handball | 21:25   | BM Granollers       |                                                                                                   |
| 14:45        | Cédric Paty 9            | (10:11) | 10 Ferran Solé Sala | Salle Sportive Métropolitaine de Rezé, Nantes Widzów: 4000 Sędzia: Kürşad Erdoğan Ibrahim Özdeniz |
| 14:45        | 2× · 2×                  | (10:11) | 5× · 4×             | Salle Sportive Métropolitaine de Rezé, Nantes Widzów: 4000 Sędzia: Kürşad Erdoğan Ibrahim Özdeniz |

| 15 maja 2016 | Frisch Auf! Göppingen            | 32:26   | HBC Nantes            | |
| 17:30        | Tim Kneule 7 · Marcel Schiller 7 | (13:10) | 8 Valero Rivera Folch | Salle Sportive Métropolitaine de Rezé, Nantes Widzów: 4483 Sędzia: Bogdan Nicolae Stark Romeo Mihai Stefan |
| 17:30        | 4× · 3×                          | (13:10) | 2× · 4×               | Salle Sportive Métropolitaine de Rezé, Nantes Widzów: 4483 Sędzia: Bogdan Nicolae Stark Romeo Mihai Stefan |